# Cantó d'Antrain
El cantó d'Antrain (bretó Kanton Entraven) és una divisió administrativa francesa situat al departament d'Ille i Vilaine a la regió de Bretanya.

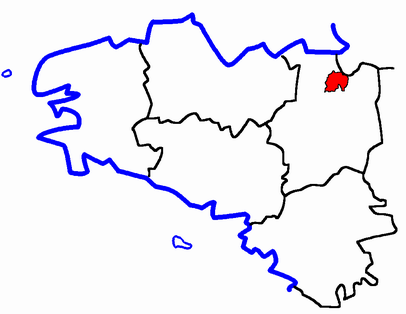
Situació del cantó

## Composició
El cantó aplega 10 comunes:
| Nom francès           | Nom bretó           | Població | km²    | Codi Postal | Codi INSEE |
| Antrain               | Entraven            | 1.387    | 9,31   | 35560       | 35004      |
| Bazouges-la-Pérouse   | Bazeleg-ar-Veineg   | 1.854    | 58,18  | 35560       | 35019      |
| Chauvigné             | Kelvinieg           | 575      | 17,71  | 35490       | 35075      |
| La Fontenelle         | Ar Fontanig         | 514      | 12,36  | 35560       | 35113      |
| Marcillé-Raoul        | Marc'helleg-Raoul   | 660      | 22,41  | 35560       | 35164      |
| Noyal-sous-Bazouges   | Noal-Bazeleg        | 379      | 14,83  | 35560       | 35205      |
| Rimou                 | Rivoù               | 305      | 13,28  | 35560       | 35242      |
| Saint-Ouen-la-Rouërie | Sant-Owen-Reoger    | 751      | 21,12  | 35460       | 35303      |
| Saint-Rémy-du-Plain   | Sant-Revig-ar-Plaen | 580      | 14,87  | 35560       | 35309      |
| Tremblay              | Kreneg              | 1.423    | 36,22  | 35460       | 35341      |
| Cantó                 | Entraven            | 8.428    | 220,29 | -           | 3501       |

## Evolució demogràfica
| 1962   | 1968  | 1975  | 1982  | 1990  | 1999  |
| ------ | ----- | ----- | ----- | ----- | ----- |
| 10.455 | 9.931 | 9.802 | 9.208 | 8.772 | 8.428 |

## Història
| Data d'elecció                           | Identitat      | Partit        | Qualitat |
| ---------------------------------------- | -------------- | ------------- | -------- |
| 1976-1988                                | Raymond Duval  |               |          |
| 1988-2001                                | Michel Lahogue | Divers gauche |          |
| 2001-2008                                | Daniel Prévost | UMP           |          |
| 2008-                                    | Henri Rault    | Divers gauche |          |
| les dades anteriors no són pas conegudes |                |               |          |
|                                          |                |               |          |